# Golfo de Arica
El golfo de Arica  (también conocido como la curva de Arica) es una cuenca oceánica contenida en los litorales de Chile y Perú. Las regiones chilenas que tienen costa con el golfo son: Arica y Parinacota y Tarapacá; mientras que los departamentos peruanos son: Tacna y Moquegua. Sus aguas pertenecen al océano Pacífico y su territorio abarca a las bahías de Iquique, Arica e Ilo como también a las ciudades homónimas en sus orillas conocida.